# Боздоган, Джан
Джан Боздоган (нем. Can Bozdoğan; родился 5 апреля 2001 года, Кёльн, Германия) — немецкий футболист турецкого происхождения, полузащитник нидерландского клуба «Утрехт».

## Клубная карьера
Боздоган — воспитанник клубов «Кёльн» и «Шальке 04». 14 июня 2020 года в матче против «Байер 04» он дебютировал в Бундеслиге, в составе последнего.
В июле 2022 года перешёл на правах аренды в нидерландский «Утрехт».

## Международная карьера
В 2018 году в составе юношеской сборной Германии Боздоган принял участие в юношеском чемпионате Европы в Англии. На турнире он сыграл в матчах против команд Нидерландов, Сербии и Испании.